# 上領頼規
上領 頼規（かみりょう よりのり）は、戦国時代から江戸時代初期にかけての武将。石見国の国人・吉見氏の庶流である上領氏第7代当主。父は第6代当主の上領頼兼。

## 生涯
永正6年（1509年）、石見の国人・吉見氏の庶流である上領氏第6代当主・上領頼兼の嫡男として生まれる。
天文20年（1551年）10月5日、年来、吉見氏と所領の境界を争っていた益田藤兼が石見津和野の野戸路山に襲来し吉見氏と戦った。この戦いで頼規は下瀬頼定らと共に戦い、矢傷を受けながらも功を挙げ、翌日に吉見正頼から感状を与えられた。天文23年（1554年）7月2日、吉川元春が石見国で小坂宮内少輔と戦って勝利し追撃を行った際には、頼規も追撃に加わり、石見国大田口青畠において小坂宮内少輔を討ち取った。
天文24年（1555年）8月、吉見正頼が大内氏と断交し、人質として山口にいた吉見亀王丸（後の吉見広頼）を取り返す際に頼規は長門国の渡川まで迎えに出向き、無事に亀王丸を三本松城に連れ帰った。同年10月1日の厳島の戦い以後に始まる毛利元就の防長経略において、頼規は吉見頼員と共に毛利軍に加わっている。
永禄元年（1558年）6月、毛利元就が石見国温湯城の小笠原長雄を攻撃した際に、吉川元春は温湯城の支城である赤城を攻め落とした。この赤城攻めに頼規も加わり、攻め落とした赤城は頼規に預けられ、頼規の弟の頼長と頼平が守りに付いた。
永禄12年（1569年）7月、吉川元春や小早川隆景が率いる毛利軍と大友氏の戦い（多々良浜の戦い）が北九州で続く中、尼子勝久や山中幸盛らの尼子氏再興軍が出雲国へ侵入し、さらに同年10月11日に大友宗麟の客将だった大内輝弘が宗麟の後援を受けて周防国へ侵攻した（大内輝弘の乱）。
大内輝弘は翌10月12日に秋穂から山口へ進軍し、僅かな兵を率いて平野口を守る井上就貞を糸根峠で討ち取って山口に侵入。築山の大内氏館に在陣した輝弘は、城将・市川経好が九州出征中で不在の高嶺城を攻撃した。高嶺城には内藤就藤、山県元重、竺雲恵心らが僅か百余人の主兵を率いて籠城し、市川経好の妻も甲冑を着用して籠城に加わった。高嶺城攻略に手こずった輝弘は、山口の市街に火を放って高嶺城への示威を試みた。この事態に対し吉見家中では、九州出征中の吉見正頼に代わって、頼規は嫡男・頼武や伊藤実信、吉賀頼貞らと共に、高嶺城を救うため津和野から南下して山口に進撃した。
翌10月13日、吉見軍は宮野口の仁保の杖坂において大内輝弘家臣の城井小次郎と戦ったが、この戦いで嫡男・頼武と伊藤実信が戦死した。頼武には子が居なかったため、頼規の弟である頼定（後の赤木行定）が頼規の養子として後継となった。
慶長9年（1604年）7月4日に死去。享年96。